# Giulio Marra
Giulio Marra (Udine, 19 novembre 1944) è un anglista e critico letterario italiano, docente presso l'Università Ca' Foscari di Venezia.
Studioso di fama internazionale si distingue per il suo impegno in ambito critico-letterario, teatrale, divulgativo e narrativo.

## Biografia
Giulio Marra, professore ordinario di Lingua e Letteratura Inglese all'Università Ca' Foscari di Venezia dal 1981 al 2010. Dal 1987 al 1994, e dal 2002 al 2008 è stato direttore del Dipartimento di Studi Europei e Postcoloniali.
Nel 1995 fonda e dirige la rivista letteraria Il Tolomeo che pubblica inediti, interviste, recensioni di ciò che viene pubblicato e tradotto in Italia nel settore anglofono e francofono (Africa, Canada, Australia, India, Caraibi, Nuova Zelanda, Irlanda, Scozia).
Nel 1999 in collaborazione con le università di Bologna, Lecce, Macerata, Milano, Padova, Pisa, Roma, Siena, Torino, Trento, Udine, Venezia, Vercelli contribuisce a fondare l'AISLI, (Associazione Italiana per lo Studio delle Letterature in Inglese), della quale ricopre l'incarico di Presidente dal 2001 al 2006. AISLI è divenuta nel 2010 l'AISCLI.
Da molti anni è promotore di messe in scena di opere teatrali contemporanee (scelta dei testi e traduzioni inedite) presso il Teatro Goldoni di Venezia, il Teatro Universitario Giovanni Poli ed altri teatri. Fra le opere vanno ricordate: Baby Blues, Il caso Farhadi, Una linea nella sabbia, Joe Beef, Whylah Falls, Il villaggio degli idioti, Jessica, Office Hours.

## Opere

### Saggistica
Fra le pubblicazioni di carattere letterario, oltre ai numerosi saggi, ha pubblicato i seguenti studi:
- “Coscienza divisa" e poesia augustea, Paideia, 1981, pp. 96.
- Il Neoclassicismo Inglese. Tradizione e Innovazione nel pensiero critico, Paideia, 1979, pp. 324.
- Arte e Ideologia in Shakespeare, Venezia, 1984, pp. 144.
- Il tragico e il comico. Aspetti e saggi Shakespeariani, Bulzoni Editore, 1991.
- Shakespeare and This Imperfect World. Dramatic Form and the Nature of Knowing, Lang, New York, 1997.
- Religion in Canadian Plays. Journal of Indo-Canadian Studies, edited by Jacob George C., 1, 2001, pp. 71-82.
- Teatro canadese degli ultimi trent'anni. Itinerari, tecniche, tematiche, Schena Editore, 2004.
- Diaspora in the Family: Father and Mother Figures in Canadian Theatre. Diasporic Subjectivity and Cultural Brokering in Contemporary Post-Colonial Literatures, edited by Igor Maver, Lexington Books, 2009, pp.135-164.
- "I am the lyrical warrior": George Elliott Clarke’s Black. Africadian Atlantic: Essays on George Elliott Clarke, edited by Joseph Pivato, Guernica Editions, 2012, pp. 151-169.
- The Transition from Tragedy to Comedy as a Manifestation of the Modern Conception of the Individual and the State in Measure for Measure, in Roots and Beginnings, Aisli, Venezia Cafoscarina, 2003, pp.77-87.

### Traduzioni
- Teatro canadese: sei drammi, La Toletta Edizioni, 2014, pp. 310.[3]
- George Elliott Clarke, Poesie e Drammi, Studio LT2, 2012, pp. 296.[4]

### Teatro
- Rapina in banca. Una piccola barca gialla e un aeroplano azzurro. 2011.
- Alias Alias. Primo premio Mesagne 2013.
- L’indovino. Secondo premio Mesagne 2015.
- Il luogo del vero amore. 2015.
- L’amore in casa Collodi: tre atti unici tratti dagli scritti di Carlo Collodi. 2014.
- Il mistero della tredicesima bara. Secondo premio Mesagne 2016.
- Prospero e Caliban. Il tempo e la storia. Premiato con “Omaggio alla cultura” alla Accademia F. Petrarca, Viterbo, 2016.

### Narrativa
- Et in Arcadia Ego (romanzo), Edizioni del Bradipo, 2005. Primo premio Bari Osservatorio, secondo premio Il Convivio Giardini Naxos. Seconda edizione con il titolo: Sempre per Segreti[5], Linea edizioni, 2018. Premiato al Concorso Biennale Internazionale dal Golfo dei Poeti Shelley e Byron”, Imperia.
- Ca' del Lov (romanzo), Studio LT2, 2008, pp. 150. Primo premio Formia "Tulliola"; primo premio Savona.[6]
- "Gli Animali e la fine del regno, Viaggi, Giorni, Antonio e il cavallo di Seneca, Rumori quotidiani" (racconti). Premio e pubblicazione, Patrizia Brunetti, Senigallia 2016.
- "Antonio e il cavallo di Seneca". PNIN. Antologia Nabokov. Racconti 2016, ed. Tra le Righe Libri Editore. Miglior racconto vincitore pubblicato nell'antologia.
- I Cantastorie (romanzo), Linea edizioni, 2020. Vincitore dell’Edizione 2023 del Premio “Letteratura” dell'Istituto Italiano di Cultura di Napoli.[7]
- Viaggio di Natale, Il Filo di Arianna, 2020.
- Gli animali e la fine del regno, Il Filo di Arianna, 2021.[8]
- I racconti del salice, Il Filo di Arianna, 2021.
- In una biblioteca che non conosco, Linea Edizioni, 2021.
- Domani sarà festa. Storia di un essere solo, Linea Edizioni, 2021.
- Da Aurelia a Aurelia. Da una madre alla sua neonata. In memoria di Aurelia Gregori 82120, Auschwitz, 2021.
- Giovanni Rossi, Erika Pisano, Percorsi letterari. Le scrittrici e gli scrittori del 21º secolo, Il Filo di Arianna, 2020.
- Italo barocco. Il cane di Scicli, 2022, Il Convivio editore.
- Un filo d’erba per Vova e Viktoria, 2022.
- Divagando con te e Caffè, Il Convivio Editore, 2023.

## Onorificenze
- Invito dal Governo Canadese: 1985, 1992.
- Invito dal Governo Australiano: 1987.